# Pekka Soini
Pekka Ilmari Soini-Nordberg (* 5. November 1941 in Helsinki, Finnland; † 8. August 2004 in Iquitos, Peru) war ein finnisch-peruanischer Zoologe, der sich vornehmlich mit der Herpetologe und der Primatologie befasste. 

## Leben
Während seiner Kindheit verbrachte Soini mit seiner Familie die Sommer häufig in einem Ferienhaus in Sipoo, einer bewaldeten Region östlich von Helsinki, wo er seine erste Schlange fing. Aus diesem Erlebnis entwickelte sich eine lebenslange Faszination für Reptilien. Nach dem Abschluss der Arkadian yhteislyseo, einer privaten Sekundarschule, im Jahr 1960 trat er in die finnische Marine ein, um seinen einjährigen Militärdienst abzuleisten. 1961 kam er als Angestellter auf einem Frachtschiff in Callao, dem Hafen von Lima, an und blieb aufgrund einer Verletzung, die er sich beim Entladen der Fracht zuzog, in Peru. 
In den folgenden 15 Jahren hatte Soini eine Reihe von Arbeitsstellen in Lima und Iquitos, unter anderem bei einem schwedischen Telekommunikationsunternehmen, einer brasilianischen Fluggesellschaft und als Naturforscher für ein Ökotourismusunternehmen. Während dieser Zeit sah er zufällig eine Fernsehsendung über einen Zoo in Iquitos, das am Amazonas im Norden Perus liegt. Er beschloss, sich dauerhaft in Peru niederzulassen, und zog 1966 nach Iquitos, wo er seine selbst finanzierten Studien der örtlichen Fauna, insbesondere der Schlangen und Affen, begann. Um seinen Lebensunterhalt zu bestreiten, extrahierte er auch Schlangengifte, die er an das Instituto Butantan in Brasilien zur Herstellung von Gegengiften verkaufte. 1975 wurde Soini von der peruanischen Regierung als Naturschutzbeauftragter für die Region Iquitos im peruanischen Amazonasgebiet eingestellt. Vier Jahre später richtete er eine biologische Station in Cahuana am Río Pacaya südwestlich von Iquitos ein, die bis 1986 sein Hauptquartier wurde. Von dort aus erforschte er die Tier- und Pflanzenwelt des Reserva Nacional Pacaya Samiria, das mit mehr als zwei Millionen Hektar das größte in Peru ist. 
Soini konzentrierte sich auf Primaten (insbesondere seltene Arten wie Seidenäffchen, Totenkopfaffen und Tamarine), Capybaras, Wasservögel und 1979 auch auf die Schienenschildkröten (Podocnemis expansa, Podocnemis sextuberculata und Podocnemis unifilis), deren Bestand zurückgegangen war. Soini leistete bedeutende Beiträge zum 1985 veröffentlichten Verwaltungs- und Nutzungsplan für das Reserva Nacional Pacaya Samiria. Von 1989 bis 2004 untersuchte er die Region Loreto, 25 km südwestlich von Iquitos, was zur Einrichtung des 50.000 Hektar großen Reserva Nacional Allpahuayo Mishana beitrug. Ein bedeutender Faktor für dieses Ergebnis war die hohe Reptilienvielfalt in der Region, die auf Arbeiten von Soini und seinem US-amerikanischen Kollegen James R. Dixon von der Texas A&M University beruhte. Soinis Bemühungen in den Jahren 2001 bis 2004 nordwestlich von Iquitos führten zur Einrichtung des 628.000 Hektar großen Reserva Nacional Pucacuro. Gleichzeitig förderte er die Entwicklung einer nachhaltigen Nutzung natürlicher Ressourcen auf Gemeindeebene, indem er beispielsweise demonstrierte, wie man die Eier von Schienenschildkröten an künstlichen Stränden vergraben kann, wo sie vor Beutegreifern geschützt, aufgezogen und wieder freigelassen werden können. Seine Arbeit barg viele Risiken für ihn und seine Familie. Illegaler Holzeinschlag und illegaler Fischfang waren eine ständige Bedrohung. 
Im Jahr 1999 töteten Fischer zwei Biologen und einen der Ranger des Reservats. Soinis Forschungsstation in Cahuana wurde zweimal überfallen, wobei sein Lager im April 1980 zerstört wurde, seine wissenschaftlichen Notizbücher jedoch erhalten blieben. Beim zweiten Mal wurden Soini und seine Familie von Uniformierten aufgefordert, das Lager zu verlassen, woraufhin ihre Hütte niedergebrannt wurde. Trotz der widrigen Umstände leistete Soini bedeutende Beiträge zur wissenschaftlichen Forschung, legte große Sammlungen an und engagierte sich für die Einrichtung nationaler Reservate.
Vor seinem frühen Krebstod in einem Krankenhaus in Iquitos am 8. August 2004 wurden ihm zahlreiche Ehrungen zuteil. Sein größtes Vermächtnis sind die nationalen Reservate, an deren Einrichtung er beteiligt war. Im Jahr 1999 erhielt er die Ehrendoktorwürde der Universidad Nacional de la Amazonía Peruana in Iquitos und 2006 stiftete Peru den Pekka-Soini-Preis für die Erhaltung der biologischen Vielfalt. 
Soini war Autor oder Mitautor von etwa 45 herpetologischen Schriften, die zwischen 1972 und 2004 publiziert wurden. Seine Autorentätigkeit teilt sich in zwei Phasen seines Schaffens auf: In der ersten, die 1986 endete, befasste er sich mit der herpetologischen Vielfalt in der Umgebung von Iquitos. Dazu gehören Abhandlungen über Giftschlangen, das saisonale Vorkommen und die Ressourcenaufteilung von Schlangen sowie die Verbreitung der Buckelschildkröte (Mesoclemmys gibba, ehemals Phrynops gibba). Soinis bedeutendste Werke aus dieser Zeit sind drei Monografien über die Reptilien des oberen Amazonasbeckens (1975, 1977, 1986), die insgesamt etwa 225 Seiten umfassen und gemeinsam mit Dixon verfasst wurden. 
Die zweite Phase von Soinis herpetologischer Arbeit, die sich mit der Ökologie und Erhaltung von Schildkröten und Kaimanen befasst, begann 1980, aber ab 1986 beschäftigte er sich ausschließlich mit Reptilien. In diesen 30 Titeln geht es um Einzelheiten der Fortpflanzung, der Brutzeit und der Haltung von Schienenschildkröten (Podocnemis) sowie um eine Zählung von Kaimanen (sowohl der Gattung Caiman als auch der Gattung Melanosuchus) zur Untersuchung ihrer nachhaltigen Haltung.

## Dedikationsnamen
Nach Soini sind die Zwergteju-Unterart Iphisa elegans ssp. soinii Dixon, 1974, die Anolis-Art Anolis soinii Poe & Yañez-Miranda, 2008, die parasitäre Mottenart Ticapimpla soinii Palacio, Broad, Saeaeksjaervi & Veijalainen, 2010 sowie die Soini-Schlankbeutelratte (Marmosops soinii) Voss, Fleck und Jansa, 2019 benannt worden.